# Operace Rozhodná síla
Operace rozhodná síla (anglicky Operation Deliberate Force) byla dlouhodobá letecká operace Severoatlantické aliance ve shodě s pozemními operacemi UNPROFOR s cílem podlomit bojové schopnosti armády Republiky srbské (VRS), které ohrožovaly a útočily na OSN ustanovené „bezpečné zóny“ v Bosně a Hercegovině během Bosenské války. Ostřelování sarajevského tržiště 28. srpna 1995 VRS je považováno za bezprostřední podnět k rozhodnutí NATO zahájit operaci.
Operace probíhala mezi 30. srpnem a 20. zářím 1995, zahrnovala 400 letadel a 5 000 lidí z 15 zemí. Kampaň pod velením admirála Leightona W. Smitha Jr. zasáhla 338 bosenskosrbských cílů, z nichž mnohé byly zničeny. Celkově bylo během operace svrženo 1026 pum, z nichž bylo 708 přesně naváděno. V 19 případech byla použita munice s ochuzeným uranem proti cílům v okolí Sarajeva a města Han Pijesak.
Bombardovací kampaň také zhruba navazovala na operaci Mistral 2, dvě spojené vojenské ofenzivy chorvatské armády, armády Republiky Bosna a Hercegovina a chorvatské rady obrany zahájené v západní Bosně. Kampaň také rozptýlila obléhání Sarajeva a vedla k cestě k vyjednanému urovnání.

## Počátek
Po pádu Srebrenice a Žepy byl mandát, který vyžadoval, aby vojenské operace NATO byly schváleny odpovědnými představiteli NATO a OSN, předán vojenskému veliteli UNPROFOR, francouzskému generálovi Bernardu Janvierovi. Mandátem NATO byl pověřen admirál Leighton W. Smith, velitel spojeneckých sil pro jižní Evropu v Neapoli. Bernard Janvier podepsal (ve jménu NATO) s americkým admirálem Smithem tajný dokument (memorandum) na záhřebském letišti Pleso 10. srpna 1995. Jednalo se o plány některých západních rozvědek, které chystaly útoky mocného letectva NATO proti Republice Srbské, když nastane "vhodná příležitost". Podle čl. 7 Memoranda UNPROFOR souhlasí, aby pro NATO dodával všechny informace o srbských postaveních, aby případné útoky NATO byly co nejúčinnější.
Po výbuchu na tržišti Markale v Sarajevu, po němž zůstala spousta mrtvých, začaly rozsáhlé nálety letadel NATO na srbské vojenské i civilní cíle v Republice Srbské, hlavně v západní Bosně.

## Průběh
Dne 30. srpna oznámil generální tajemník NATO zahájení leteckých úderů podporovaných dělostřeleckými útoky sil rychlé reakce UNPROFOR. Ačkoli byla plánována a schválena Severoatlantickou radou v červenci 1995, operace byla spuštěna v přímé reakci na druhý masakr v Markale dne 28. srpna 1995. 
Letecké kampaně se zúčastnilo až 400 letadel NATO. Celkově bylo uskutečněno 3 515 bojových letů a bylo svrženo celkem 1 026 bomb na 338 bosenskosrbských cílů umístěných ve 48 komplexech. Letadla NATO zasáhla 97 % jejich cílů a vážně poškodila více než 80 % z nich. 708 svržených bomb byla přesně naváděná munice. Letouny zapojené do kampaně operovaly z italských leteckých základen, jako je Aviano Air Base, a z amerických letadlových lodí USS Theodore Roosevelt a USS America a francouzských letadlových lodí Foch a Clemenceau (rotující) v Jaderském moři. Integrovaná síť protivzdušné obrany VRS, zahrnující letadla a rakety země-vzduch (SAM), představovala pro vzdušné operace NATO vysoce nebezpečné prostředí.
Frustrované předchozí absencí výsledků a odporem srbských stran vůči jakémukoli mírovému pokroku se západní mocnosti v čele s francouzským prezidentem Jacquesem Chiracem rozhodly umístit do země odstrašující síly na podporu západních diplomatických snah. Francie, Spojené království a USA se rozhodly vyslat do oblasti Sarajeva (Mount Igman) mnohonárodní brigádu (MN), podporovanou brigádou aeromobilů a obrněným praporem v záloze. Brigáda MN se skládala ze 4000 vojáků (2000 Francouzů, 1500 Britů, 500 Nizozemců). Vytvoření sil bylo povoleno rezolucí OSN 998 ze dne 16. června 1995.
Brigáda MN, které velel francouzský generál Andre Soubirou, byla operační v srpnu 1995 na hoře Igman. Hlavní sílu tvořil smíšený dělostřelecký pluk (francouzská dělostřelecká skupina s osmi 155mm houfnicemi AUF1, britská dělostřelecká skupina s dvanácti 105mm lehkými děly, francouzská a nizozemská minometná rota vybavená 120mm minomety). Ačkoli dělostřelectvo střílelo před a po masakru na trhu v Markale, hlavní akce byla ve dnech 28. a 29. srpna 1995 vypálením 1070 granátů na srbské pozice (305 střel ráže 155 mm, 408 střel ráže 120 mm, 357 střel 105 mm).Tato dělostřelecká skupina byla součástí UNPROFOR rozmístěných na hoře Igman k podpoře úkolu letadel NATO bušením srbských dělostřeleckých pozic.
30. srpna byl francouzský Mirage 2000N sestřelen bosenskosrbským ramenem SAM poblíž Pale. Dne 1. září NATO a OSN požadovaly zrušení srbského obležení Sarajeva, odstranění těžkých zbraní ze zóny vyloučení těžkých zbraní kolem Sarajeva a kompletní zabezpečení dalších bezpečných oblastí OSN. NATO zastavilo nálety a dalo ultimátum bosenskosrbským vůdcům. Termín byl stanoven na 4. září. Dne 5. září 1995 NATO obnovilo letecké útoky na pozice bosenských Srbů v okolí Sarajeva a poblíž velitelství bosenských Srbů v Pale poté, co bosenští Srbové nesplnili ultimátum. V noci 10. září zahájil křižník USS Normandy třídy Ticonderoga ze středního Jaderského moře raketový úder Tomahawk proti klíčové radioreléové věži protivzdušné obrany v Lisině poblíž Banja Luky, zatímco americké letectvo F-15E a US Navy F Stíhací bombardéry A-18 zasáhly stejné cíle asi tuctem přesně naváděných bomb a proudové letouny F-16 zaútočily raketami Maverick.
Dne 14. září byly pozastaveny letecké údery NATO, aby bylo možné provést dohodu s bosenskými Srby o stažení těžkých zbraní z uzavřené zóny Sarajeva. Počáteční 72hodinové pozastavení bylo nakonec prodlouženo na 114 hodin. Nakonec se 20. září generál Bernard Janvier (velitel, UNPF) a admirál Leighton W. Smith, Jr. (CINCSOUTH) dohodli, že obnovení leteckých úderů není nutné, protože bosenští Srbové splnili podmínky stanovené OSN, a tak byl provoz ukončen.
| Stát               | Počet letů | Procent (%) | Letadla                                                                                           |
| ------------------ | ---------- | ----------- | ------------------------------------------------------------------------------------------------- |
| USA                | 2.318      | 65,9%       | A-10, F-15E, F/A-18, F-16, EA-6B, EC-130E, EC-130H, AC-130, KC-135, KC-10, MH-53, MC-130, EF-111A |
| Spojené království | 326        | 9,3%        | GR-7, FMK-3, L-1011, FA-2, E-3D                                                                   |
| Francie            | 284        | 8,1%        | Mirage F-1, SEPECAT Jaguar, Mirage 2000, Super Etendard, E-3F, C-135, Puma                        |
| Nizozemsko         | 198        | 5,6%        | F-16                                                                                              |
| AWACS              | 96         | 2,7%        | E3A                                                                                               |
| Turecko            | 78         | 2,2%        | F-16                                                                                              |
| Německo            | 59         | 1,7%        | Tornado                                                                                           |
| Itálie             | 35         | 1,0%        | Tornado, AMX, Boeing 707, C-130, G-222 ,E-3                                                       |
| Španělsko          | 12         | 0,34%       | EF-18A, KC-130, CASA 212                                                                          |
| celkový            | 3.515      | 100%        | -                                                                                                 |

## Balkánský syndrom
Podle zkušeností lékařů pracujících v oblastech, kde letouny NATO použily munici s ochuzeným uranem, došlo ke zvýšení počtu onemocnění rakovinou. Přesné statistické záznamy však chybí.